# Hermann Ungar
Hermann Ungar est un écrivain tchécoslovaque (1893-1929) de langue allemande.

## Biographie
Hermann Ungar est un écrivain tchécoslovaque de langue allemande né le 20 avril 1893 à Boskowitz et mort le 28 octobre 1929 à Prague.

## Œuvres de Hermann Ungar traduites en français
- Enfants et meurtriers (Knaben und Mörder, 1920), deux récits traduits par Guy Fritsch-Estrangin ; postfaces de Thomas Mann et de Jean Grenier (1898-1971), Paris, NRF, 1926 ; réédition, Toulouse, Ombres, 1987.— Nouvelle traduction par François Rey, Toulouse, Petite Bibliothèque Ombres 14, 1993.
- Les Sous-hommes (Die Verstümmelten, 1923 ), roman traduit par Guy Fritsch-Estrangin, Paris, NRF, 1928 ; réédition sous le titre Les Mutilés, Toulouse, Ombres 1987. Nouvelle traduction par François Rey, Toulouse, Petite Bibliothèque Ombres 52, 1995.
- L'Assassinat du capitaine Hanika, tragédie d'un couple (Die Ermordung des Hauptmanns Hanika. Tragödie einer ehe, 1925 ), récit traduit par François Rey, Toulouse, Ombres, 1990.
- La Classe (die Klasse, 1927 ), roman traduit par Béatrice Durand-Sendrial  et François Rey, Toulouse, Ombres, 1989.
- Le Général rouge (Der rote general), 1928, drame traduit par François Rey, à paraître.
- La Tonnelle (Die Gartenlaube, 1930 ), comédie en trois actes traduite par François Rey, Toulouse, Ombres, 1993.
- Le Voyage de Colbert (Colbert Reise, 1930 ), nouvelles et récits traduits par François Rey, Toulouse, Ombres, 1989.